# Бобан Здравковић
Слободан Бобан Здравковић (Ниш, ФНРЈ, 16. мај 1962) је српски певач турбо-фолк и поп-фолк музике. Његови најпознатији хитови су: Отишла си једног дана, Лагала ме једна Маја, Мараканa, Погледај у небо, Дању спавам, Даћу даћу све као и остале песме.

## Каријера
Каријеру је започео 1982. године са албумом „Волите се и певајте уз бузуки “ који пролази незапажено. Године 1989. издаје албум „Праштам ти душо“ са којег се издваја хит песма „Не долази“ која је постала популарна широм бивше Југославије. Његове познате песме су: „Све љубави моје“, „Погледај у небо“, „Дању спавам“, „Маракана“ и друге. Појављује се у анимираном филму Џет-сет аутора Ненада Митића као један од главних протагониста.

## Дискографија
- Волите се и певајте уз бузуки (1982)
- Даћу даћу све (1985)
- Клинка (1987)
- Праштам ти душо (1989)
- Погледај у небо (1990)
- Напиј се срце (1992)
- Нема везе (1993)
- Још ме има (1994)
- Љубав за љубав (1996)
- Маракана (1997)
- Нико нема два живота (1998)
- Шта године нама значе (2000)
- С тобом хоћу све (2003)
- Без милости (2006)
- Моја слатка муко (2008)
- Битно је битно (2012)

### Галерија
- Певачи Екстра Нина и Бобан Здравковић са првом генерацијом Рекстона
- Бобан Здравковић са првом генерацијом Рекстона

## Фестивали
- 1988. Посело године 202 — Не долази (Отишла си једног дана)
- 1990. Посело године 202 — Нећу да станем / Праштам ти душо
- 1992. МЕСАМ — Циганима срце даћу
- 1994. Посело 202 — Дању спавам, ноћу лудујем
- 1995. Посело 202 —  Не долази (Отишла си једног дана)
- 2003. Моравски бисери — Тијана
- 2005. Моравски бисери — Ти си једина
- 2006. Моравски бисери — Лепа жена
- 2007. Моравски бисери — Поплава